# USS Quick (DD-490)
Эскадренный миноносец «Квик» (англ. USS Quick (DD-490)) — американский эсминец типа Gleaves.
Заложен на верфи Federal Shipbuilding, Kearny, Кирни 3 ноября 1941 года. Спущен 3 мая 1942 года, вступил в строй 3 июля 1942 года. Командиром корабля был назначен лейтенант-коммандер Р. Б. Никерсон.                                                                                                                                                                                                                                                                                                                                                                                                                                                                                                                                                                                                                                                                                                                                                                                                                      После первой вылазки у берегов Новой Англии и Приморских провинций "Квик" покинул Нью-Йорк 6 сентября 1942 года и направился в Карибское море и Мексиканский залив. Назначенный для эскортных работ, он сопровождал транспорты армии Соединенных Штатов и торговые суда, курсировавшие по морским путям Персидского залива и Вест—Индии - путям, которые в предыдущие месяцы понесли наибольшие потери от действий подводных лодок в восточной части Атлантического океана.
В октябре Quick покинул залив и отправился в Норфолк, штат Вирджиния, где 23 октября присоединился к Task Force 34 (TF 34) и отправился на восток. Незадолго до полуночи 7 ноября она прибыла у побережья Сафи, Марокко, и заняла позицию в транспортной зоне для Южной ударной группы операции "Факел" (вторжение в Северную Африку. Во время высадки на следующий день она обеспечила огневую поддержку, а затем возобновила зенитные и противолодочные обязанности. 14 ноября он перешёл в Касабланку и через два дня помог потопить немецкую подводную лодку U-173. 17-го она отправилась в Соединенные Штаты и в конце месяца бросил якорь в Нью-Йоркской гавани. Она возобновила эскортную работу и в течение следующих шести месяцев охраняла прибрежные и трансатлантические конвои.
8 июня 1943 года Quick покинул восточное побережье с TF-65, направляясь в Северную Африку. Прибыв в Мерс-эль-Кебир 22 июня, она присоединилась к TF 85 и 5 июля отплыла на Сицилию для операции "Хаски". С 10 по 13 июля крейсировал у Скоглитти и вдоль равнины Камерина, оказывая огневую поддержку штурмовым отрядам 7-й армии США. Затем она вернулась к эскортной работе в Северной Атлантике до мая 1944 года и на средиземноморских рейсах до конца войны в Европе.
Однако война в Тихом океане продолжалась, и по мере того, как союзные войска приближались к японским родным островам, их потребность в тральщиках возрастала, что вдвойне увеличивало потери среди этого типа в Рюкю. Quick, больше не требовавшийся для эскортных работ в Атлантике, был назначен, чтобы помочь заполнить потребность, и 13 июня 1945 года он вошел в Чарльстонскую военно-морскую верфь, где стал эсминцем-тральщиком. Выйдя из конверсии 2 августа как  быстроходный тральщик DMS-32 (с 23 июня 1945 года), он отплыл к западному побережью, прибыв в Сан-Диего после прекращения военных действий на Тихом океане.
Ближе к концу сентября он отплыл в Перл-Харбор, оттуда в Эниветок для сокращенных операций, после чего вернулась на Гавайи. 2 декабря 1946 года эсминец снова направился на запад, прибыв в Сасебо 16 декабря для девятимесячного тура, в течение которого он действовал у берегов Китая и Окинавы в дополнение к работе в японских водах. Проведя чуть больше месяца на западном побережье, он действовал в Марианских островах с декабря 1946 по февраль 1947 года, затем вернулся в японские воды. В апреле 1947 года она возобновила операции на подопечных территориях а в августе вернулся на западное побережье. Следующей весной она развернулась на Маршалловых островах и Марианских островах еще на три месяца, вернувшись в Сан-Диего 4 июня.
Восемь месяцев спустя он был назначен для инактивации и 1 марта 1949 года было доложено командующему Тихоокеанского резервного флота о выводе эсминца из эксплуатации 28 мая 1949 года. Переклассифицированный в DD-490 15 июля 1955 года, Quick был вычеркнут из реестра военно-морских судов 15 января 1972 года, продан 27 августа 1973 года фирме «Zidell Explorations Inc.» в Портленд и разобран на металлолом.